# المسيحية في جزر البهاما

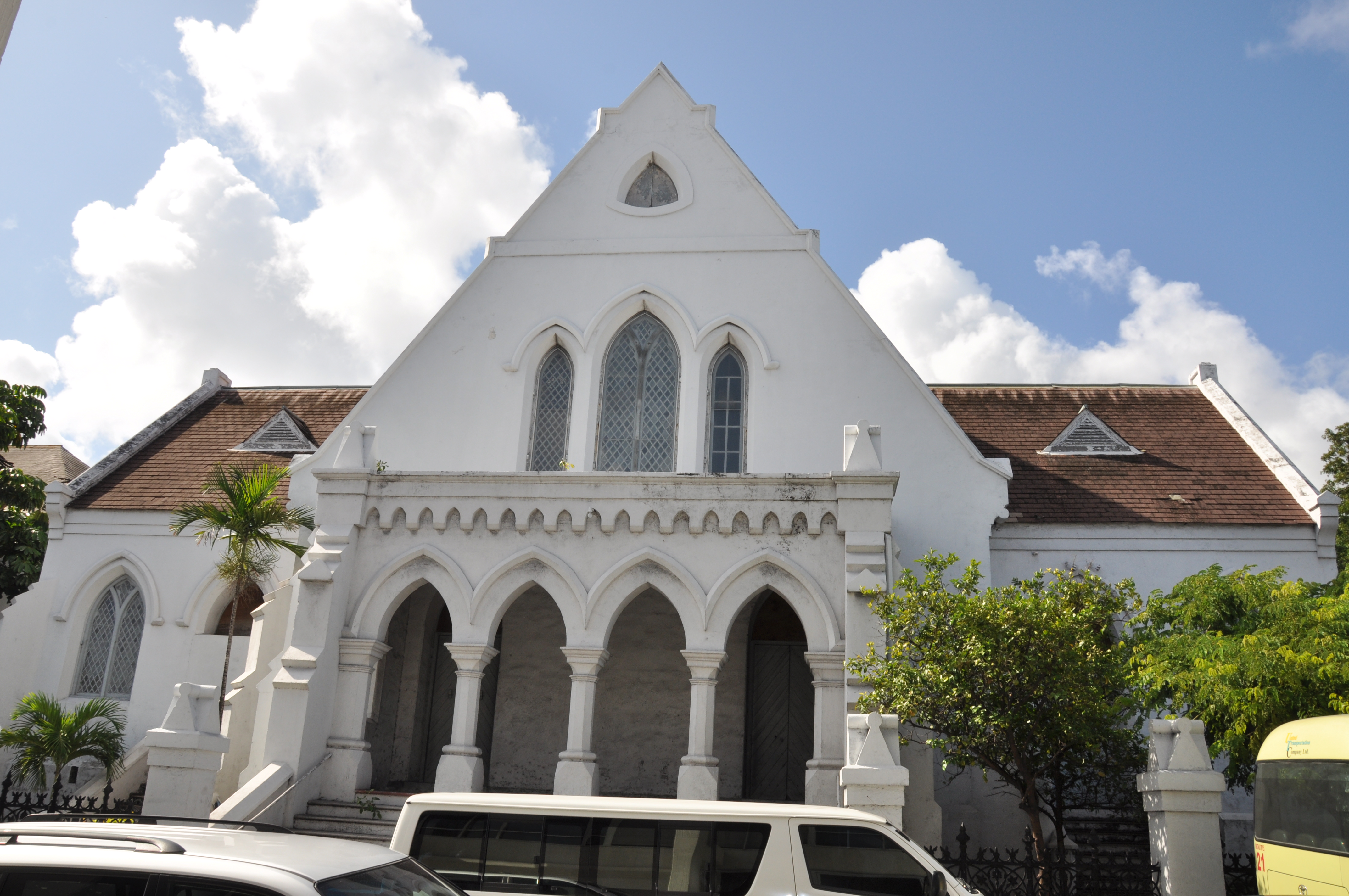
كنيسة القديس أندراوس البروتستانتية في ناساو.

تُشكل المسيحية في جزر البهاما أكثر الديانات إنتشاراً بين السكان، وجدت لدراسة نشرتها مركز بيو للأبحاث عام 2010 أنَّ أكثر من 95.8% من سكان جزر البهاما يقولون بأنهم مسيحيين، وتُشير أدلة غير مؤكدة إلى أن معظمهم يحضرون الخدمات الدينية بانتظام. ويُشكل البروتستانت حوالي 80% من مجمل السكان.
البروتستانتية هي أكبر الطوائف الدينية في الجزيرة، وتتنوع المذاهب البروتستانتية في الجزيرة بما في ذلك الكنيسة المعمدانية (35%)، والانجليكانية (15%)، والخمسينية (8%)، وكنيسة الله (5%)، والأدفنتست (5%)، والميثودية (4%) ويشكل البروتستانت على كافة المذاهب الأغلبية السكانية. هناك أيضًا نسب كبيرة من الكاثوليك (14.5%)، إلى جانب أعداد من المسيحيين الأرثوذكس الشرقيين، في حين يُشكل أتباع الطوائف المسيحيَّة الأخرى حوالي 1.3% من السكان. وعلى الرغم من أن أعضاء العديد من التجمعات البروتستانتية غير المنتسبة هم من السود بشكل حصري تقريبًا، فإن معظم الكنائس السائدة متنوعة عرقياً. أكثر من 91% من سكان جزر البهاماس يدينون بالدين، وتُشير الأدلة المتواترة إلى أن معظمهم يحضرون الخدمات الكنسيَّة بانتظام.

## تاريخ

### العصور المبكرة

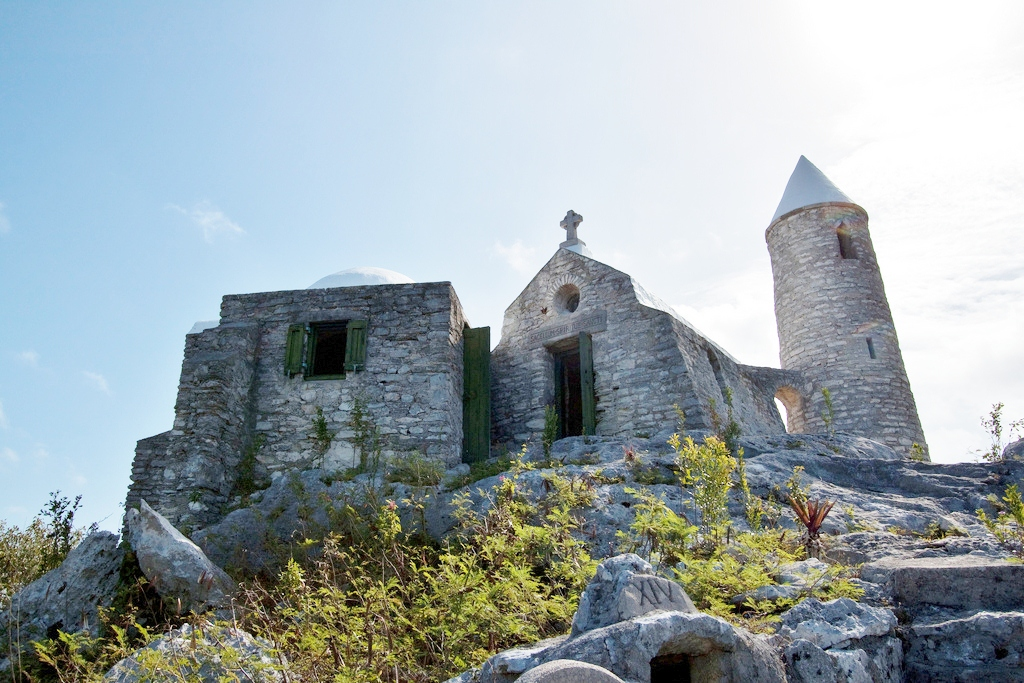
كنيسة قلعة جزيرة كات.

هناك اعتقاد شعبي بأن كريستوفر كولومبوس الذي اكتشف أمريكا هبط على جزيرة سانت سلفادور إحدى جزر الهند الغربية، والتي كان يقطنها شعب التاينو. اكتشف كريستوفر كولومبوس جزر البهاما عام 1492 واحتلها الأسبان خلال فترات زمنية متفرقة، خلال القرن السادس عشر جرت ثلاث محاولات لانتزاع السيطرة على جزر البهاما من إسبانيا. في عام 1578، منحت إليزابيث الأولى ملكة إنجلترا للسير همفري همفري جيلبرت أراضٍ «لا يمتلكها في الواقع أي أمير أو شعب مسيحي». في عام 1629 منح تشارلز الأول ملك إنجلترا للسير روبرت هيث جزيرة لوسيان «فيجوس وباهاما». بعد أربع سنوات في عام 1633 من خلال الكاردينال ريشيليو، منحت فرنسا غيوم دي كاين باروني جزءًا من جزر الباهاما، وخاصةً جواناهاني. في كل من هذه الحالات حالت الظروف دون استعمار الجزر، وأثبتت المطالبات في النهاية أنها غير مجدية. احتلت الإمبراطورية البريطانية جزر البهاما بصورة دائمة في عام 1717 واستمرت السيطرة البريطانية لجزر البهاما حتى عام 1964.
في عام 1858، وضع الكرسي الرسولي رعاية الكاثوليك في جزر البهاما تحت الولاية القضائية الكنسية لأبرشية تشارلستون في كارولاينا الجنوبية. زار قساوسة كاثوليك مدينة ناساو بشكل متقطع حتى فبراير 1885، عندما أرسل رئيس الأساقفة كوريجان من نيويورك القس جورج أوكيف للعيش في الجزر. في 28 يوليو من نفس العام، نقل الكاردينال سيموني من مجمع روما لتبشير الشعوب الرعاية الروحية لكاثوليك جزر البهاما إلى الولاية الكنسية لنيويورك. في 14 فبراير عام 1887، كرَّس المطران كوريجان أول كنيسة كاثوليكية في الجزيرة تحت اسم كنيسة القديس فرنسيس كسفاريوس. توسعت الكنيسة بشكل كبير، لتصبح في النهاية برتبة كاتدرائية. يعود تاريخ الإرساليات التبشيرية الكاثوليكية في جزر البهاما إلى أكتوبر عام 1889، مع وصول مجموعة من الراهبات إلى الجزر. وتأسست أكاديمية القديس فرنسيس كسفاريوس، وأفتتحت الراهبات مدرسة القديس فرنسيس كسفاريوس الابتدائية في يناير من عام 1890.

### العصور الحديثة

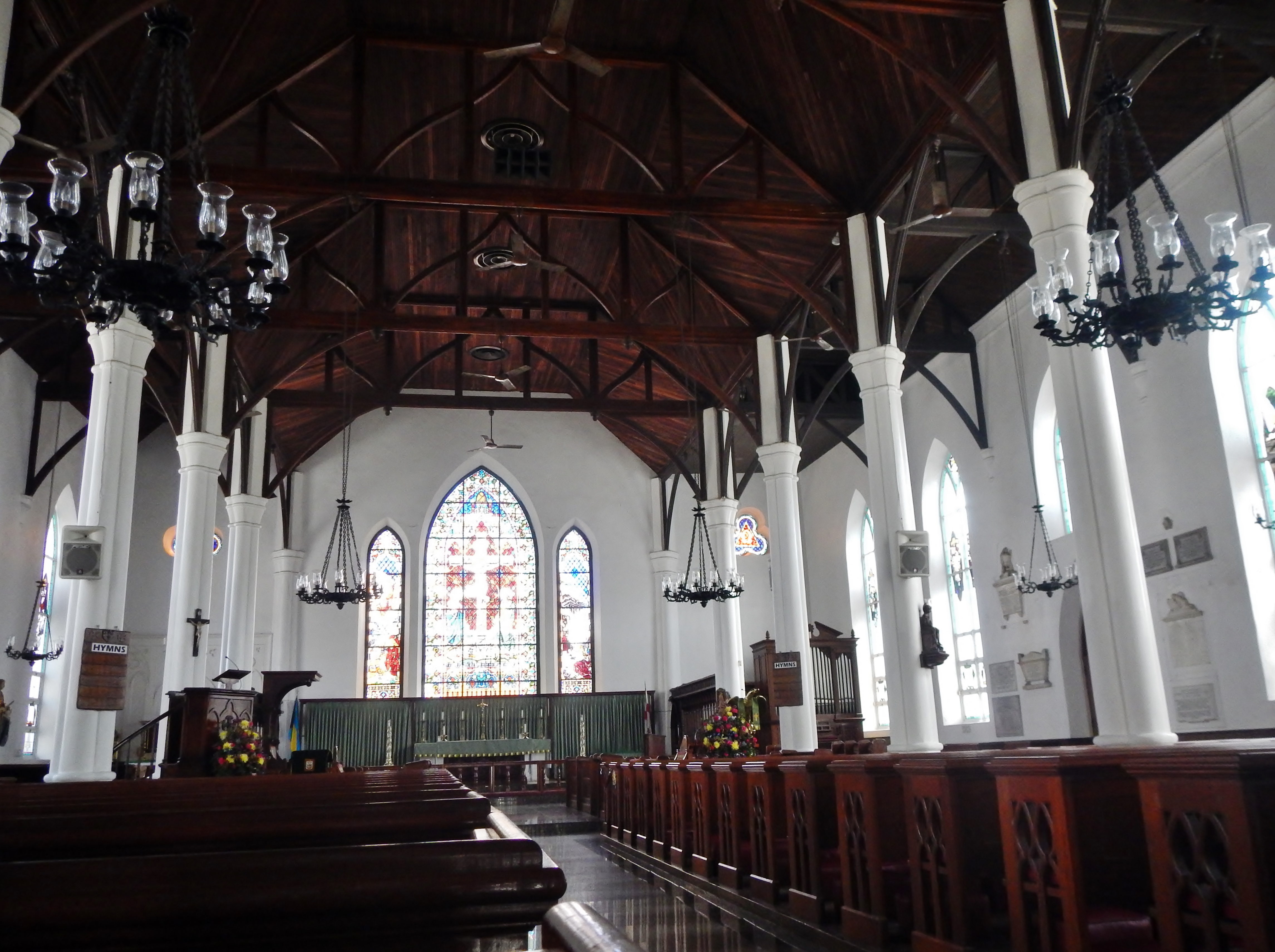
داخل كنيسة المسيح الأنجليكانية في ناساو.

خلال القرنين التاسع عشر والعشرين، طورت جزر البهاما ثقافة يغلب عليها التقاليد البروتستانتية، يرجع ذلك جزئيًا إلى أجيال من النفوذ البريطاني. خلال تاريخ الجزر، لم يتم وضع قيود على ممارسة المرء لعقيدته، وتم تأكيد حرية الدين من خلال دستور جزر البهاما في عام 1973. في عام 2000 ظلت دراسة الديانة المسيحية جزءًا لا يتجزأ من التعليم في المدارس العامة الحكوميَّة، وذلك على الرغم عدم وجود دين رسمي للبلاد أو كنيسة وطنية تابعة للدولة.
ركزت الكنيسة الكاثوليكية عملها على السكان الأصليين والسياح على حد سواء. من الناحية العرقية، فإن سكان جزر البهاما هم في الغالب من أصول أفريقية، ومعظمهم ينحدر من العبيد أو من الأفارقة الذين تم تحريرهم من قبل البحرية البريطانية بينما كانوا في طريقهم لبيعهم كعبيد. لعبت الكنائس المسيحية دور ثقافي ومركزي في جميع مراحل الحياة الاجتماعية والسياسية والدينية داخل الجزر. بعد انفصالها عن المملكة المتحدة نما الاقتصاد السياحي للجزيرة خلال الثمانينيات والتسعينيات من القرن العشرين. وجلب تدفق السياح الأثرياء، فضلاً عن الصناعة المصرفية المتنامية في الخارج، مجموعة من المشاكل الاجتماعية، وقد دعمت الكنائس المسيحية محاربة ما أعتبرته آفات اجتماعية لا تتوافق مع التراث المسيحي القوي لجزر البهاما، وذلك على الرغم من التنوع الاقتصادي والعرقي والديني للسكان.
ينص دستور جزر البهاما على حرية الدين ويُحظر التمييز على أساس المعتقد. لا يوجد دين للدولة في البلاد، على الرغم من أن ديباجة دستورها تذكر «القيم المسيحية». وتواصل الحكومة إدراج صلاة المسيحيين في جميع الأحداث الرسمية الهامة، وتجتمع الحكومة بانتظام مع المجلس المسيحي لجزر البهاما، الذي يتألف من قادة دينيين من مجموعة واسعة من الطوائف المسيحية - بما في ذلك الكنيسة المعمدانية والأنجليكانية والكاثوليكية والميثودية والخمسينية- لمناقشة قضايا المجتمع والسياسة والشؤون الاقتصادية. وتُركز الدروس الدينية في المدارس التي تدعمها الحكومة على دراسة الفلسفة المسيحية ونصوص الكتاب المقدس.